# Samlino
Samlino (niem. Zemlin) – wieś w Polsce położona w województwie zachodniopomorskim, w powiecie kamieńskim, w gminie Golczewo, przy drodze wojewódzkiej nr 106 Rzewnowo - Stargard - Pyrzyce.
Według danych z 1 stycznia 2021 roku wieś liczyła 188 mieszkańców. 
W latach 1975–1998 miejscowość administracyjnie należała do województwa szczecińskiego.

## Zabytki
- park dworski z aleją kasztanowcową, z XVIII, poł. XIX, nr rej.: A-1376z 29.10.1980, pozostałość po dworze.